# Park Wan-suh
Park Wan-suh (20 de outubro de 1931 - 22 de janeiro de 2011) foi uma escritora sul-coreana.
Começou sua vida literária após os 40 anos de idade, ganhando vários prêmios na Coreia do Sul. Foi uma das autoras mais representativas da literatura do seu país e também uma das mais traduzidas. 

## Obras selecionadas
- My Very Last Possession: And Other Stories
- The Red Room: Stories of Trauma in Contemporary Korea
- Sketch of the Fading Sun
- Three Days in That Autumn
- Weathered Blossom (Modern Korean Short Stories)
- Who Ate Up All the Shinga?: An Autobiographical Novel